# Václav Kovanda
Václav Kovanda (10. července 1719, Praha – 28. března 1788, Jihlava) byl barokní sochař a řezbář působící v Jihlavě, mladší bratr sochaře Matyáše Kovandy.

## Život
Studoval sochařství na vídeňské císařské Akademii. Do Jihlavy ho povolal roku 1746 jeho starší bratr Matyáš Kovanda, který zde získal zakázku na sochařské práce. Následujícího roku se v Jihlavě oženil s dcerou malíře Františka Österreichera, se kterou zplodil čtrnáct dětí. Jeho nástupcem se stal jeden ze synů, František Kovanda (zemřel 1795).

## Dílo
Jeho provedení soch upomíná svými lyrickými detaily na bavorskou rokokovou tvorbu.

### Známá díla
- sochy na hlavním oltáři a sochy premonstrátských světců na bočních oltářích sv. Jana Nepomuckého a sv. Norberta v kostele sv. Jakuba Většího v Jihlavě (1777)
- sochy Panny Marie a světců (sv. Bonaventura, sv. Ludvík z Toulouse, sv. František z Assisi, sv. Antonín Paduánský) na průčelí kostela Nanebevzetí Panny Marie v Jihlavě (kol. 1750)
- nejisté určení autorství: sv. Florián, sv. Václav, sv. Norbert, sv. Augustin, kaple Bolestné Panny Marie v kostele sv. Jakuba Většího v Jihlavě (kol. 1770)

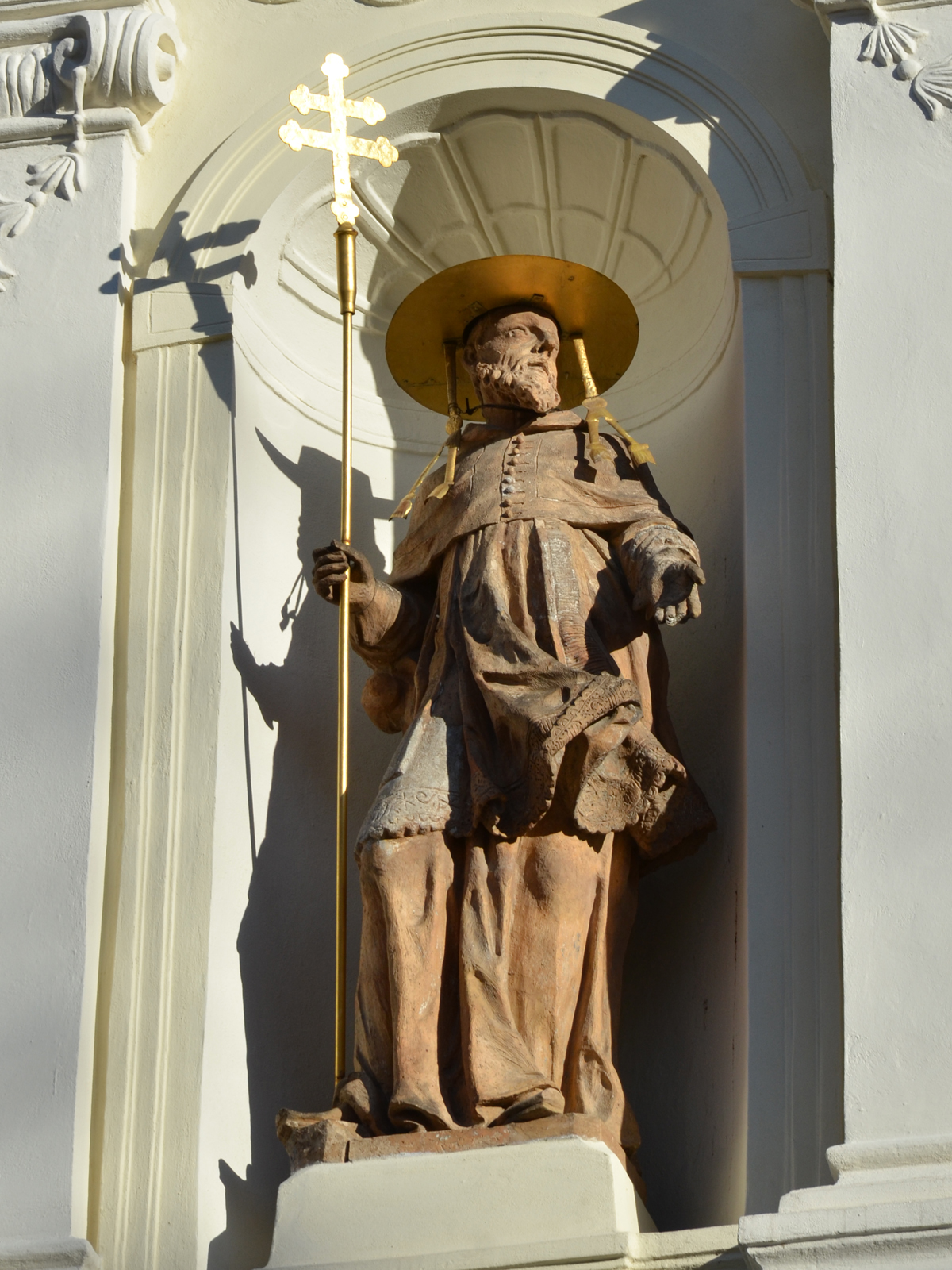
Sv. Bonaventura
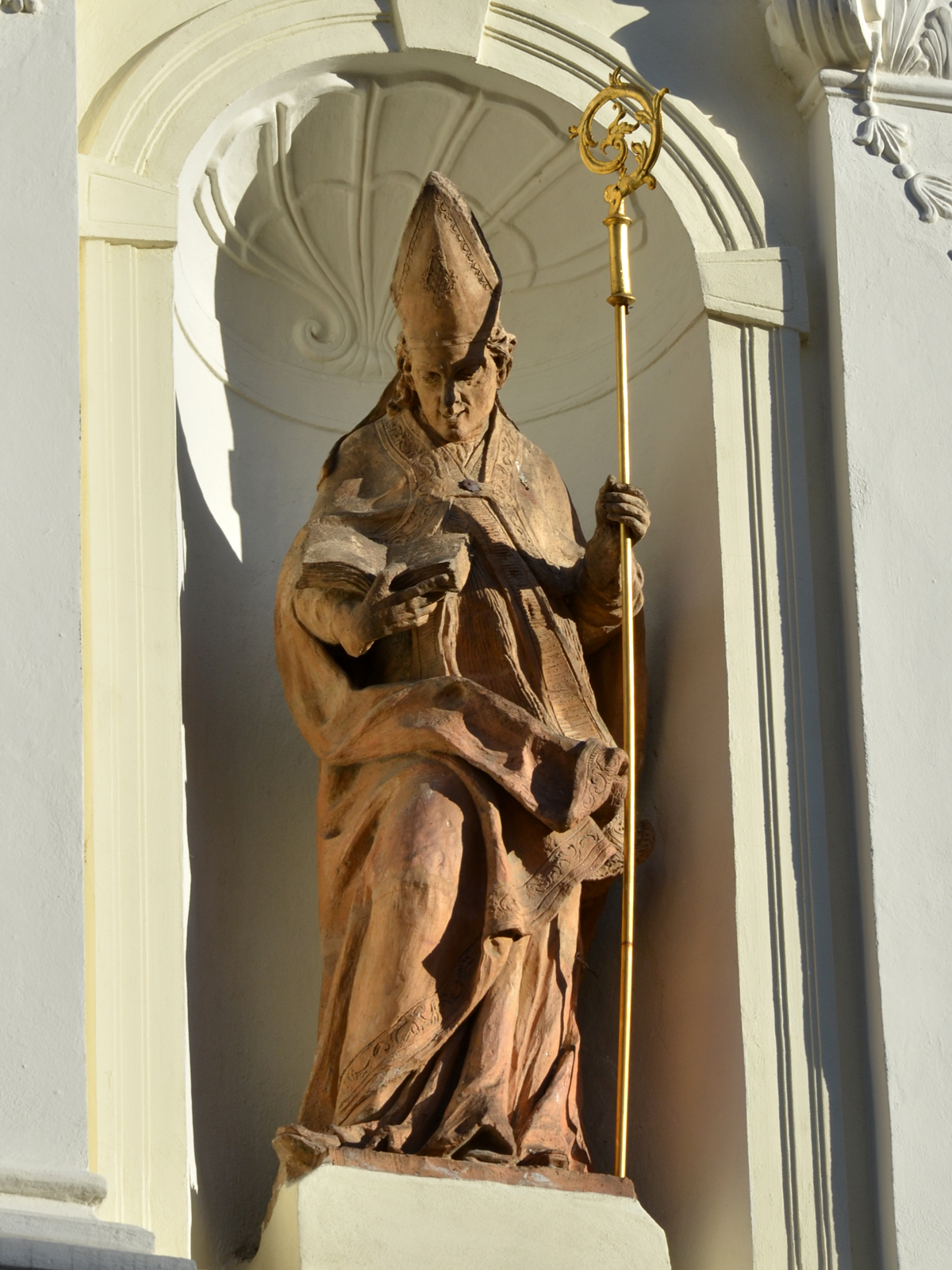
Sv. Ludvík z Toulouse
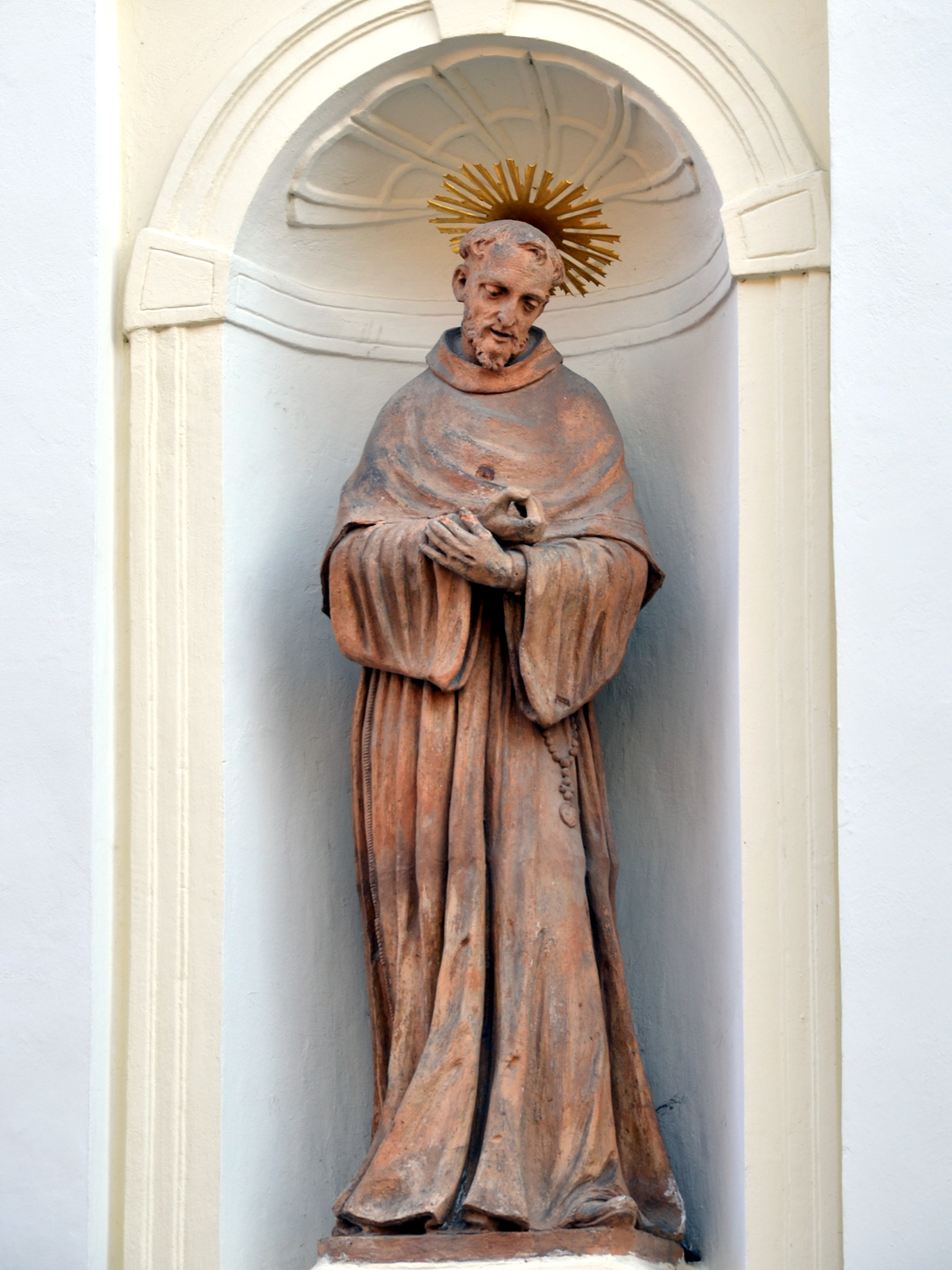
Sv. František z Assisi
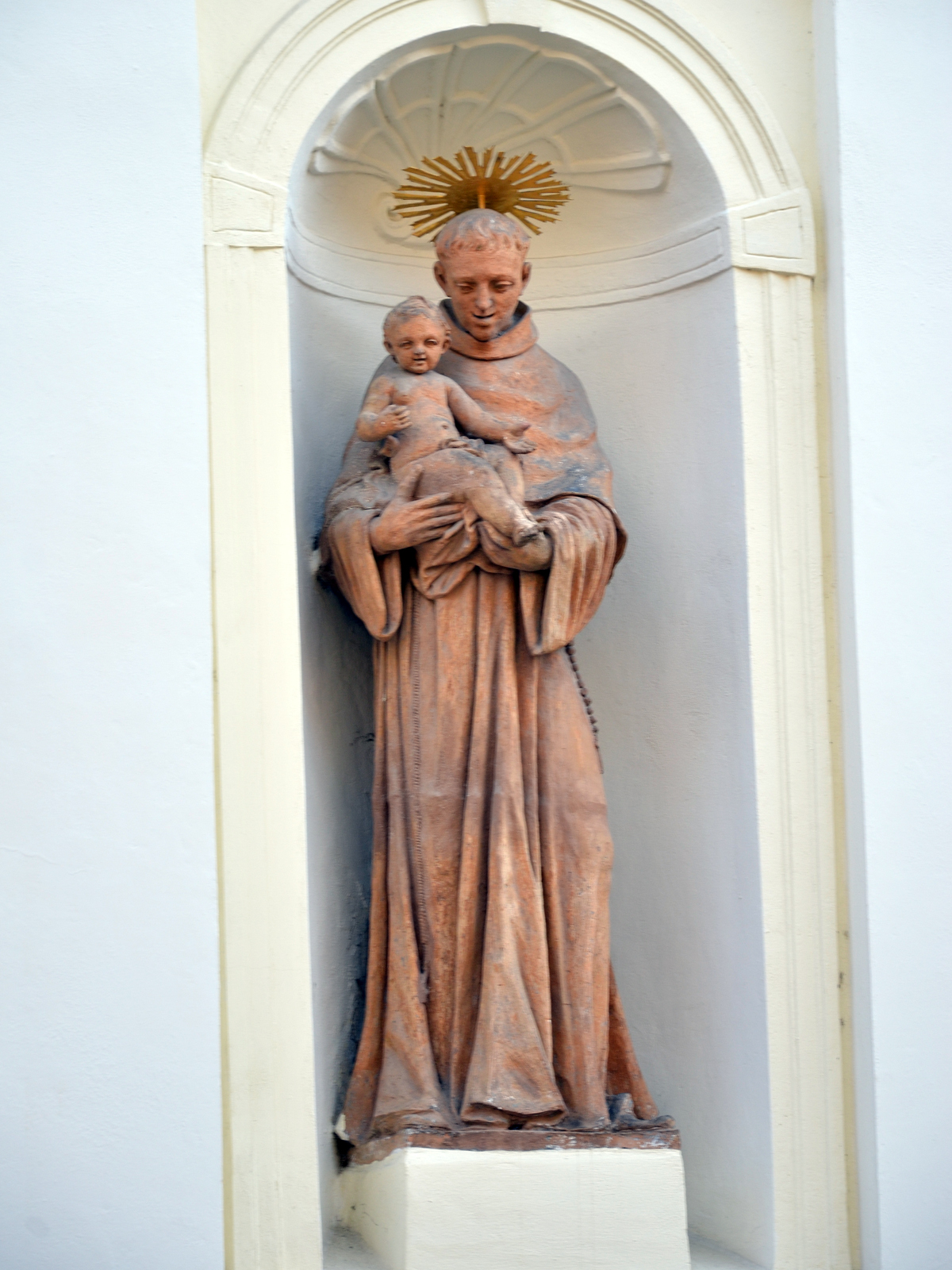
Sv. Antonín Paduánský